# Prêmio de MVP da NBA
A NBA elege desde a temporada de 1955-56, o jogador mais valioso da temporada (MVP - Most Valuable Player). O vencedor recebe o troféu Maurice Podoloff, em homenagem ao primeiro comissário da NBA, que presidiu a liga entre 1946 e 1963. A votação é iniciada logo após o fim da temporada regular, ou seja, não considera os playoffs para eleger o mais valioso da temporada. Até a temporada de 1979-80, a votação era realizada entre os próprios jogadores da liga, mas desde então, o prêmio é dado por jornalistas credenciados tanto nos Estados Unidos quanto no Canadá.
Stephen Curry foi o primeiro e único jogador a vencer de forma unânime.
Hakeem Olajuwon, da Nigéria,  Tim Duncan, das Ilhas Virgens Americanas,  Steve Nash e Shai Gilgeous-Alexander do Canadá , Dirk Nowitzki, da Alemanha, Giannis Antetokounmpo, da Grécia, Nikola Jokić, da Sérvia, e Joel Embiid, de Camarões, são os únicos jogadores internacionais a vencerem o prêmio. Duncan é um cidadão americano, mas é considerado jogador internacional pela NBA.

## Lista de todos os MVPs

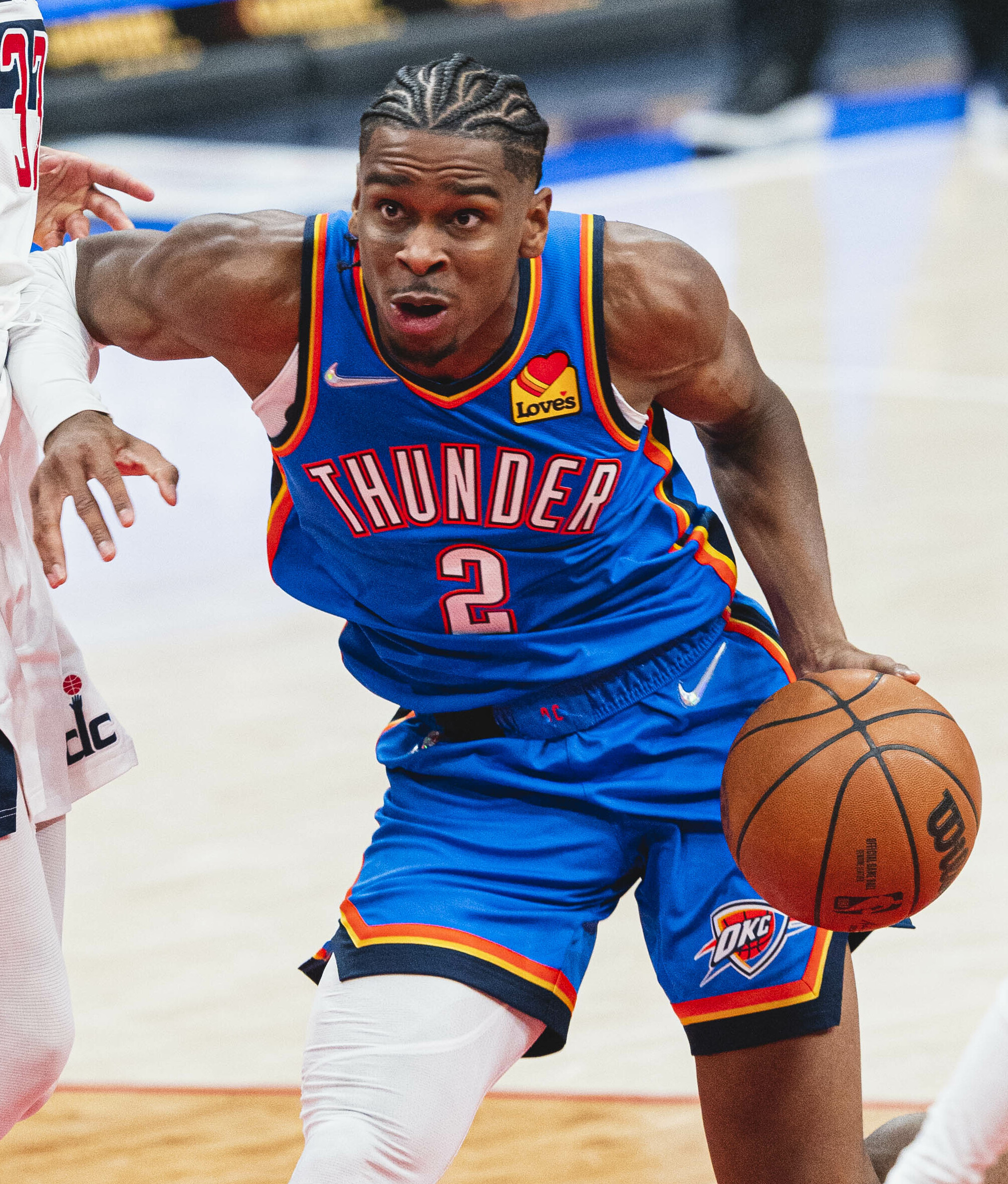
Shai Gilgeous-Alexander é o atual MVP da liga

| ^           | Jogador ainda ativo na NBA.                            |
| *           | Jogador introduzido Hall da Fama do Basquete           |
| †           | Temporada que o time do MVP foi campeão da NBA         |
| Jogador (X) | Denota o número de vezes que o jogador ganhou o prêmio |
| Time (X)    | Denota o número de vezes que o time ganhou o prêmio    |
| Jogador ‡   | Denota que o jogador foi eleito MVP de forma unânime   |

| Temporada | Jogador                    | Posição       | Nacionalidade            | Time                      |
| --------- | -------------------------- | ------------- | ------------------------ | ------------------------- |
| 1955-56   | Bob Pettit*                | Ala-pivô      | Estados Unidos           | St. Louis Hawks           |
| 1956-57 † | Bob Cousy*                 | Armador       | Estados Unidos           | Boston Celtics            |
| 1957-58   | Bill Russell*              | Pivô          | Estados Unidos           | Boston Celtics (2)        |
| 1958-59   | Bob Pettit* (2)            | Ala-pivô      | Estados Unidos           | St. Louis Hawks (2)       |
| 1959-60   | Wilt Chamberlain*          | Pivô          | Estados Unidos           | Philadelphia Warriors     |
| 1960-61 † | Bill Russell* (2)          | Pivô          | Estados Unidos           | Boston Celtics (3)        |
| 1961-62 † | Bill Russell* (3)          | Pivô          | Estados Unidos           | Boston Celtics (4)        |
| 1962-63 † | Bill Russell* (4)          | Pivô          | Estados Unidos           | Boston Celtics (5)        |
| 1963-64   | Oscar Robertson*           | Armador       | Estados Unidos           | Cincinnati Royals         |
| 1964-65 † | Bill Russell* (5)          | Pivô          | Estados Unidos           | Boston Celtics (6)        |
| 1965-66   | Wilt Chamberlain* (2)      | Pivô          | Estados Unidos           | Philadelphia 76ers        |
| 1966-67 † | Wilt Chamberlain* (3)      | Pivô          | Estados Unidos           | Philadelphia 76ers (2)    |
| 1967-68   | Wilt Chamberlain* (4)      | Pivô          | Estados Unidos           | Philadelphia 76ers (3)    |
| 1968-69   | Wes Unseld*                | Pivô/Ala-pivô | Estados Unidos           | Baltimore Bullets         |
| 1969-70 † | Willis Reed*               | Pivô          | Estados Unidos           | New York Knicks           |
| 1970-71 † | Lew Alcindor*              | Pivô          | Estados Unidos           | Milwaukee Bucks           |
| 1971-72   | Kareem Abdul-Jabbar* (2)   | Pivô          | Estados Unidos           | Milwaukee Bucks (2)       |
| 1972-73   | Dave Cowens*               | Pivô          | Estados Unidos           | Boston Celtics (7)        |
| 1973-74   | Kareem Abdul-Jabbar* (3)   | Pivô          | Estados Unidos           | Milwaukee Bucks (3)       |
| 1974-75   | Bob McAdoo*                | Ala-pivô      | Estados Unidos           | Buffalo Braves            |
| 1975-76   | Kareem Abdul-Jabbar* (4)   | Pivô          | Estados Unidos           | Los Angeles Lakers        |
| 1976-77   | Kareem Abdul-Jabbar* (5)   | Pivô          | Estados Unidos           | Los Angeles Lakers (2)    |
| 1977-78   | Bill Walton*               | Pivô          | Estados Unidos           | Portland Trail Blazers    |
| 1978-79   | Moses Malone*              | Pivô          | Estados Unidos           | Houston Rockets           |
| 1979-80 † | Kareem Abdul-Jabbar* (6)   | Pivô          | Estados Unidos           | Los Angeles Lakers (3)    |
| 1980-81   | Julius Erving*             | Ala           | Estados Unidos           | Philadelphia 76ers (4)    |
| 1981-82   | Moses Malone* (2)          | Pivô          | Estados Unidos           | Houston Rockets (2)       |
| 1982-83 † | Moses Malone* (3)          | Pivô          | Estados Unidos           | Philadelphia 76ers (5)    |
| 1983-84 † | Larry Bird*                | Ala           | Estados Unidos           | Boston Celtics (8)        |
| 1984-85   | Larry Bird* (2)            | Ala           | Estados Unidos           | Boston Celtics (9)        |
| 1985-86 † | Larry Bird* (3)            | Ala           | Estados Unidos           | Boston Celtics (10)       |
| 1986-87 † | Magic Johnson*             | Armador       | Estados Unidos           | Los Angeles Lakers (4)    |
| 1987-88   | Michael Jordan*            | Ala-armador   | Estados Unidos           | Chicago Bulls             |
| 1988-89   | Magic Johnson* (2)         | Armador       | Estados Unidos           | Los Angeles Lakers (5)    |
| 1989-90   | Magic Johnson* (3)         | Armador       | Estados Unidos           | Los Angeles Lakers (6)    |
| 1990-91 † | Michael Jordan* (2)        | Ala-armador   | Estados Unidos           | Chicago Bulls (2)         |
| 1991-92 † | Michael Jordan* (3)        | Ala-armador   | Estados Unidos           | Chicago Bulls (3)         |
| 1992-93   | Charles Barkley*           | Ala-pivô      | Estados Unidos           | Phoenix Suns              |
| 1993-94 † | Hakeem Olajuwon*           | Pivô          | Nigéria / EUA            | Houston Rockets (3)       |
| 1994-95   | David Robinson*            | Pivô          | Estados Unidos           | San Antonio Spurs         |
| 1995-96 † | Michael Jordan* (4)        | Ala-armador   | Estados Unidos           | Chicago Bulls (4)         |
| 1996-97   | Karl Malone*               | Ala-pivô      | Estados Unidos           | Utah Jazz                 |
| 1997-98 † | Michael Jordan* (5)        | Ala-armador   | Estados Unidos           | Chicago Bulls (5)         |
| 1998-99   | Karl Malone* (2)           | Ala-pivô      | Estados Unidos           | Utah Jazz (2)             |
| 1999-00 † | Shaquille O'Neal*          | Pivô          | Estados Unidos           | Los Angeles Lakers (7)    |
| 2000-01   | Allen Iverson*             | Ala-armador   | Estados Unidos           | Philadelphia 76ers (6)    |
| 2001-02   | Tim Duncan*                | Ala-pivô      | Ilhas Virgens Americanas | San Antonio Spurs (2)     |
| 2002-03 † | Tim Duncan* (2)            | Ala-pivô      | Ilhas Virgens Americanas | San Antonio Spurs (3)     |
| 2003-04   | Kevin Garnett              | Ala-pivô      | Estados Unidos           | Minnesota Timberwolves    |
| 2004-05   | Steve Nash*                | Armador       | Canadá                   | Phoenix Suns (2)          |
| 2005-06   | Steve Nash* (2)            | Armador       | Canadá                   | Phoenix Suns (3)          |
| 2006-07   | Dirk Nowitzki              | Ala-pivô      | Alemanha                 | Dallas Mavericks          |
| 2007-08   | Kobe Bryant*               | Ala-armador   | Estados Unidos           | Los Angeles Lakers (8)    |
| 2008-09   | LeBron James^              | Ala           | Estados Unidos           | Cleveland Cavaliers       |
| 2009-10   | LeBron James^ (2)          | Ala           | Estados Unidos           | Cleveland Cavaliers (2)   |
| 2010-11   | Derrick Rose^              | Armador       | Estados Unidos           | Chicago Bulls (6)         |
| 2011-12 † | LeBron James^ (3)          | Ala           | Estados Unidos           | Miami Heat                |
| 2012-13 † | LeBron James^ (4)          | Ala           | Estados Unidos           | Miami Heat (2)            |
| 2013-14   | Kevin Durant^              | Ala           | Estados Unidos           | Oklahoma City Thunder     |
| 2014-15 † | Stephen Curry^             | Armador       | Estados Unidos           | Golden State Warriors (2) |
| 2015-16   | Stephen Curry^ ‡ (2)       | Armador       | Estados Unidos           | Golden State Warriors (3) |
| 2016-17   | Russell Westbrook^         | Armador       | Estados Unidos           | Oklahoma City Thunder (2) |
| 2017-18   | James Harden^              | Ala-armador   | Estados Unidos           | Houston Rockets (4)       |
| 2018-19   | Giannis Antetokounmpo^     | Ala-pivô      | Grécia                   | Milwaukee Bucks (4)       |
| 2019-20   | Giannis Antetokounmpo^ (2) | Ala-pivô      | Grécia                   | Milwaukee Bucks (5)       |
| 2020-21   | Nikola Jokić^              | Pivô          | Sérvia                   | Denver Nuggets            |
| 2021-22   | Nikola Jokić^ (2)          | Pivô          | Sérvia                   | Denver Nuggets (2)        |
| 2022-23   | Joel Embiid^               | Pivô          | Camarões                 | Philadelphia 76ers (7)    |
| 2023-24   | Nikola Jokić^ (3)          | Pivô          | Sérvia                   | Denver Nuggets (3)        |
| 2024-25 † | Shai Gilgeous-Alexander^   | Armador       | Canadá                   | Oklahoma City Thunder (3) |

## Ranking por jogadores
| Pos. | Jogador               | Time (s)                                           | Prêmios | Temporadas                         |
| ---- | --------------------- | -------------------------------------------------- | ------- | ---------------------------------- |
| 1    | Kareem Abdul-Jabbar   | Milwaukee Bucks (3) / Los Angeles Lakers (3)       | 6       | 1971, 1972, 1974, 1976, 1977, 1980 |
| 2    | Bill Russell          | Boston Celtics                                     | 5       | 1958, 1961, 1962, 1963, 1965       |
| 2    | Michael Jordan        | Chicago Bulls                                      | 5       | 1988, 1991, 1992, 1996, 1998       |
| 4    | Wilt Chamberlain      | Philadelphia Warriors (1) / Philadelphia 76ers (3) | 4       | 1960, 1966, 1967, 1968             |
| 4    | LeBron James          | Cleveland Cavaliers (2) / Miami Heat (2)           | 4       | 2009, 2010, 2012, 2013             |
| 6    | Moses Malone          | Houston Rockets (2) / Philadelphia 76ers (1)       | 3       | 1979, 1982, 1983                   |
| 6    | Larry Bird            | Boston Celtics                                     | 3       | 1984, 1985, 1986                   |
| 6    | Magic Johnson         | Los Angeles Lakers                                 | 3       | 1987, 1989, 1990                   |
| 6    | Nikola Jokić          | Denver Nuggets                                     | 3       | 2021, 2022, 2024                   |
| 10   | Bob Pettit            | St. Louis Hawks                                    | 2       | 1956, 1959                         |
| 10   | Karl Malone           | Utah Jazz                                          | 2       | 1997, 1999                         |
| 10   | Tim Duncan            | San Antonio Spurs                                  | 2       | 2002, 2003                         |
| 10   | Steve Nash            | Phoenix Suns                                       | 2       | 2005, 2006                         |
| 10   | Stephen Curry         | Golden State Warriors                              | 2       | 2015, 2016 ‡                       |
| 10   | Giannis Antetokounmpo | Milwaukee Bucks                                    | 2       | 2019, 2020                         |

## Ranking por times
| Pos. | Time                                                | Prêmios | Temporadas                                                 |
| ---- | --------------------------------------------------- | ------- | ---------------------------------------------------------- |
| 1    | Boston Celtics                                      | 10      | 1957, 1958, 1961, 1962, 1963, 1965, 1973, 1984, 1985, 1986 |
| 2    | Los Angeles Lakers                                  | 8       | 1976, 1977, 1980, 1987, 1989, 1990, 2000, 2008             |
| 3    | Philadelphia 76ers                                  | 7       | 1966, 1967, 1968, 1981, 1983, 2001, 2023                   |
| 4    | Chicago Bulls                                       | 6       | 1988, 1991, 1992, 1996, 1998, 2011                         |
| 5    | Milwaukee Bucks                                     | 5       | 1971, 1972, 1974, 2019, 2020                               |
| 6    | Houston Rockets                                     | 4       | 1979, 1982, 1994, 2018                                     |
| 7    | San Antonio Spurs                                   | 3       | 1995, 2002, 2003                                           |
| 7    | Phoenix Suns                                        | 3       | 1993, 2005, 2006                                           |
| 7    | Golden State Warriors (incl. Philadelphia Warriors) | 3       | 1960, 2015, 2016                                           |
| 7    | Denver Nuggets                                      | 3       | 2021, 2022, 2024                                           |
| 7    | Oklahoma City Thunder                               | 3       | 2014, 2017, 2025                                           |
| 12   | St. Louis Hawks                                     | 2       | 1956, 1959                                                 |
| 12   | Utah Jazz                                           | 2       | 1997, 1999                                                 |
| 12   | Cleveland Cavaliers                                 | 2       | 2009, 2010                                                 |
| 12   | Miami Heat                                          | 2       | 2012, 2013                                                 |
| 16   | Cincinnati Royals                                   | 1       | 1964                                                       |
| 16   | Baltimore Bullets                                   | 1       | 1969                                                       |
| 16   | New York Knicks                                     | 1       | 1970                                                       |
| 16   | Buffalo Braves                                      | 1       | 1975                                                       |
| 16   | Portland Trail Blazers                              | 1       | 1978                                                       |
| 16   | Minnesota Timberwolves                              | 1       | 2004                                                       |
| 16   | Dallas Mavericks                                    | 1       | 2007                                                       |

## Número de vezes no top 5
| Jogador               | Nº1 | Nº2 | Nº3 | Nº4 | Nº5 | Total |
| --------------------- | --- | --- | --- | --- | --- | ----- |
| Kareem Abdul-Jabbar   | 6   | 1   | 2   | 4   | 2   | 15    |
| Lebron James          | 4   | 3   | 3   | 2   | 1   | 13    |
| Bill Russell          | 5   | 2   | 2   | 2   | 0   | 11    |
| Kobe Bryant           | 1   | 1   | 3   | 3   | 3   | 11    |
| Michael Jordan        | 5   | 3   | 2   | 0   | 0   | 10    |
| Wilt Chamberlain      | 4   | 2   | 1   | 2   | 1   | 10    |
| Larry Bird            | 3   | 4   | 1   | 1   | 0   | 9     |
| Magic Johnson         | 3   | 2   | 4   | 0   | 0   | 9     |
| Tim Duncan            | 2   | 2   | 1   | 2   | 2   | 9     |
| Karl Malone           | 2   | 1   | 2   | 3   | 1   | 9     |
| Oscar Robertson       | 1   | 1   | 3   | 1   | 3   | 9     |
| Bob Pettit            | 2   | 2   | 1   | 3   | 0   | 8     |
| Shaquille O'Neal      | 1   | 2   | 2   | 2   | 1   | 8     |
| Jerry West            | 0   | 4   | 1   | 0   | 3   | 8     |
| Giannis Antetokounmpo | 2   | 0   | 3   | 2   | 0   | 7     |
| Elgin Baylor          | 0   | 1   | 3   | 1   | 2   | 7     |
| Nikola Jokić          | 3   | 2   | 0   | 1   | 0   | 6     |
| Kevin Durant          | 1   | 3   | 0   | 0   | 2   | 6     |
| Hakeem Olajuwon       | 1   | 1   | 0   | 2   | 2   | 6     |
| Patrick Ewing         | 0   | 0   | 0   | 3   | 3   | 6     |
| Moses Malone          | 3   | 0   | 1   | 1   | 0   | 5     |
| James Harden          | 1   | 3   | 0   | 0   | 1   | 5     |
| David Robinson        | 1   | 2   | 2   | 0   | 0   | 5     |
| Kevin Garnett         | 1   | 2   | 1   | 0   | 1   | 5     |
| Julius Erving         | 1   | 1   | 1   | 0   | 2   | 5     |
| Stephen Curry         | 2   | 0   | 1   | 0   | 1   | 4     |
| Dave Cowens           | 1   | 1   | 1   | 1   | 0   | 4     |
| Charles Barkley       | 1   | 1   | 0   | 2   | 0   | 4     |
| Bob Cousy             | 1   | 0   | 1   | 2   | 0   | 4     |
| Russell Westbrook     | 1   | 0   | 0   | 2   | 1   | 4     |
| George Gervin         | 0   | 2   | 1   | 0   | 1   | 4     |
| Chris Paul            | 0   | 1   | 1   | 1   | 1   | 4     |
| Dwight Howard         | 0   | 1   | 0   | 2   | 1   | 4     |